# یوسف بن عبدالرحمن الفهری
یوسف بن عبدالرحمن الفهری (عربی: يوسف بن عبد الرحمن الفهري) آخرین والی اموی اندلس (۷۴۷–۷۵۶) بوده‌است. وی از نسل عقبه بن نافع بوده‌است.
وی که جانشین عبدالرحمن بن کثیر اللخمی شده بود در اواسط حکومتش در سال ۷۵۰ میلادی حکومت اموی سرنگون شده اما یوسف قدرت را در سرزمین اندلس تا سال ۷۵۶ حفظ کرد و پس از آن حکومت اموی اندلس سرنگون شده و عبدالرحمن داخل که شاهزاده ای اموی بود امارت قرطبه را بنیان‌گذاری کرد.

## از دست دادن اندلس
یوسف تازه در ساراگوسا (۷۵۵) یک شورش را شکست داده بود که علیه لشکرِ قومیتِ باسکهای پامپلونا شروع به یک لشگرکشی کرد ولی گروه گسیل شده منهدم شد.
این لحظهٔ گزیده شده توسط شاهزاده اموی عبدالرحمن بن معاویه بن هشام بود شاهزاده ای که چند سال پیش سوریه را ترک کرده بود تا از دست عباسیان بگریزد و در سواحل جنوبی اسپانیای کنونی پیاده شود.
وی راه خود را با هدف به چنگ آوردن سنگرهای مهم جنوبی مانند مالاگا و سویل ادامه داد
در آغازِ درآمدنِ عبدالرحمان به اندلس، نیروهای اندلس دودسته شدند. هر دو فرمانده ادعای بیعت با هر دو گروهِ بربر و جُندِ سوریه را داشتند. به‌طور کلی، یگانهای یمنی در گروه دوم به رقیب اموی پیوستند، در حالی که رقبای مودار و قیس آنها به یوسف وفادار ماندند.
پس از تلاش برای سازش (ناموفق) با عبدالرحمن که به موجب آن شاهزاده اموی پس از یوسف جانشینش می‌شد، یوسف الفهری در نبرد مصاره درست در خارج از قرطبه در مارس ۷۵۶ از عبدالرحمن، شکست خورد و اینگونه عبدالرحمن نخستین امیر مستقل قرطبه شد.
یوسف توانست از میدان نبرد در شمال بگریزد و راه خود را به سمت تولدو باز کند و احتمالاً درآغاز تلاش در بازپس‌گیری سویل داشت ولی کامیاب نشد.
یوسف شاید در عقب‌نشینی خود به تولدو کشته شده باشد ولی دیگر گزارش‌ها خبر از زندگی او در آن دژ به مدت دو یا سه سال می‌دهند، جایی که سرانجام ازسوی برخی از یاران خود کشته شد.